# Académie d'Ostrog
L'Académie d'Ostrog est un regroupement de plusieurs érudits, scientifiques et penseurs du monde orthodoxe dans la ville d'Ostrog à la fin du XVIe siècle.
Le Prince Constantin Ostrogski tente de réunir à Ostrog ce collège pour contrebalancer le collège uniate Saint-Athanase (créé en 1576 à Rome). 
Il s'occupa notamment de la traduction de la Bible appelée Bible d'Ostrog.